# Fritz Münch (Musiker)
Fritz Münch (* 2. Juni 1890 in Straßburg; † 10. März 1970 in Bad Niederbronn) war ein elsässischer Chordirigent und Theologe. Er galt als Spezialist für sakrale Musik, insbesondere derjenigen von Johann Sebastian Bach. Er war der Sohn des Organisten Ernst Münch. Sein Bruder war der Violinist und Dirigent Charles Münch.

## Leben und Werk
Fritz Münch studierte Musik, Theologie und Philosophie in Straßburg, Leipzig, Berlin und Paris. Wichtige Lehrer für ihn waren Friedrich Spitta, Hans Pfitzner und Karl Straube. 1910 nahm er für eine kurze Zeit Cellounterricht bei Julius Klengel am Leipziger Konservatorium.
Fritz Münch übernahm 1919 die Leitung des Theologischen Studienstiftes in Straßburg. 1924 übernahm er als Nachfolger seines Vaters die Leitung des Wilhelmer-Chors und dessen Bachpflege. Von 1929 bis 1961 leitete er das Straßburger Konservatorium. Ab 1936 hielt er auch Vorlesungen über Kirchenmusik. Zudem leitete er von 1949 bis 1958 nach dem Tod Yvonne Rokseths das Musikwissenschaftliche Institut der Universität Straßburg.
Fritz Münch schrieb „Karl Straube und die Bachpflege im Elsaß“ (Leipzig 1943).